# Nesopupa newcombi
Nesopupa newcombi es una especie de molusco gasterópodo de la familia Pupillidae en el orden Stylommatophora.

## Distribución geográfica
Es endémica de Hawái.